# مغارة بني عاد
مغارة بني عاد هي مغارة طبيعية تبعد عن بلدية عين فزة ب10 كيلومتر بولاية تلمسان في غرب الجزائر. تعتبر هذه المغارة واحدة من المعالم الطبيعية البارزة في المنطقة، حيث تمتاز بتشكيلاتها الجيولوجية المميزة ودرجة حرارتها الثابتة التي تبلغ حوالي 13 درجة مئوية طوال العام. المغارة تمتد على طول 700 متر وتوجد على عمق 57 مترًا تحت سطح سفح الجبل . يقدر عمرها ب65000 سنة.
يُعتقد أن أول من اكتشف المغارة هم قبائل الأمازيغ الذين استوطنوا المنطقة منذ القدم. تتميز مغارة بني عاد بجمالها الطبيعي الذي جذب اهتمام العديد من المؤرخين مثل ابن خلدون وابن أبي زرع، بالإضافة إلى شعراء بارزين مثل ابن خفاجة وابن الخميس. تعد المغارة اليوم موقعًا طبيعيًا هامًا يعكس التراث الجيولوجي والثقافي للمنطقة. أعيد فتحها في 2006 بعد سنوات من غلقها فترة العشرية السوداء كما استعملها المجاهدون خلال الفترة الحرب التحريرية.

## أقسام المغارة
- تُقدّر بعض الروايات أن طول مغارة بني عاد يبلغ حوالي 150 كيلومترًا، ويمتد حتى الأراضي المغربية، مرورًا بغار بومعزة بسبدو جنوب تلمسان وصولاً إلى مغارة الحوريات بالقرب من مدينة وجدة في المغرب. خلال فترة حرب التحرير الجزائرية، تم ردم الطريق المؤدي إلى المغارة بكمية تقدر بـ 60 مترًا مكعبًا من الإسمنت المسلح، وذلك لمنع الثوار والمجاهدين الجزائريين من استخدامه للتنقل إلى المغرب لنقل السلاح عبر الحدود.
- يمكن للزائر في مغارة بني عاد أن يلاحظ وجود الحمام الذي يتخذ المغارة مسكنًا. تتميز المغارة بتشكيلاتها الصخرية الكلسية. داخل إحدى الغرف الصخرية في المغارة، يوجد تمثال مشابه لتمثال الحرية، بالإضافة إلى تمثال لصقر في غرفة أخرى.
- تشمل المغارة عدة قاعات، منها "قاعة السيوف" التي سُميت بهذا الاسم بسبب التشكيلات الصخرية المتدلية التي تشبه السيوف العربية. بين "قاعة السيوف" و"قاعة المجاهدين"، و قاعة الملك يوجد جدار أبيض يشبه الرخام، يمكن إصدار نوتات موسيقية منه عند النقر عليه بعصا خشبية.

## معرض الصور

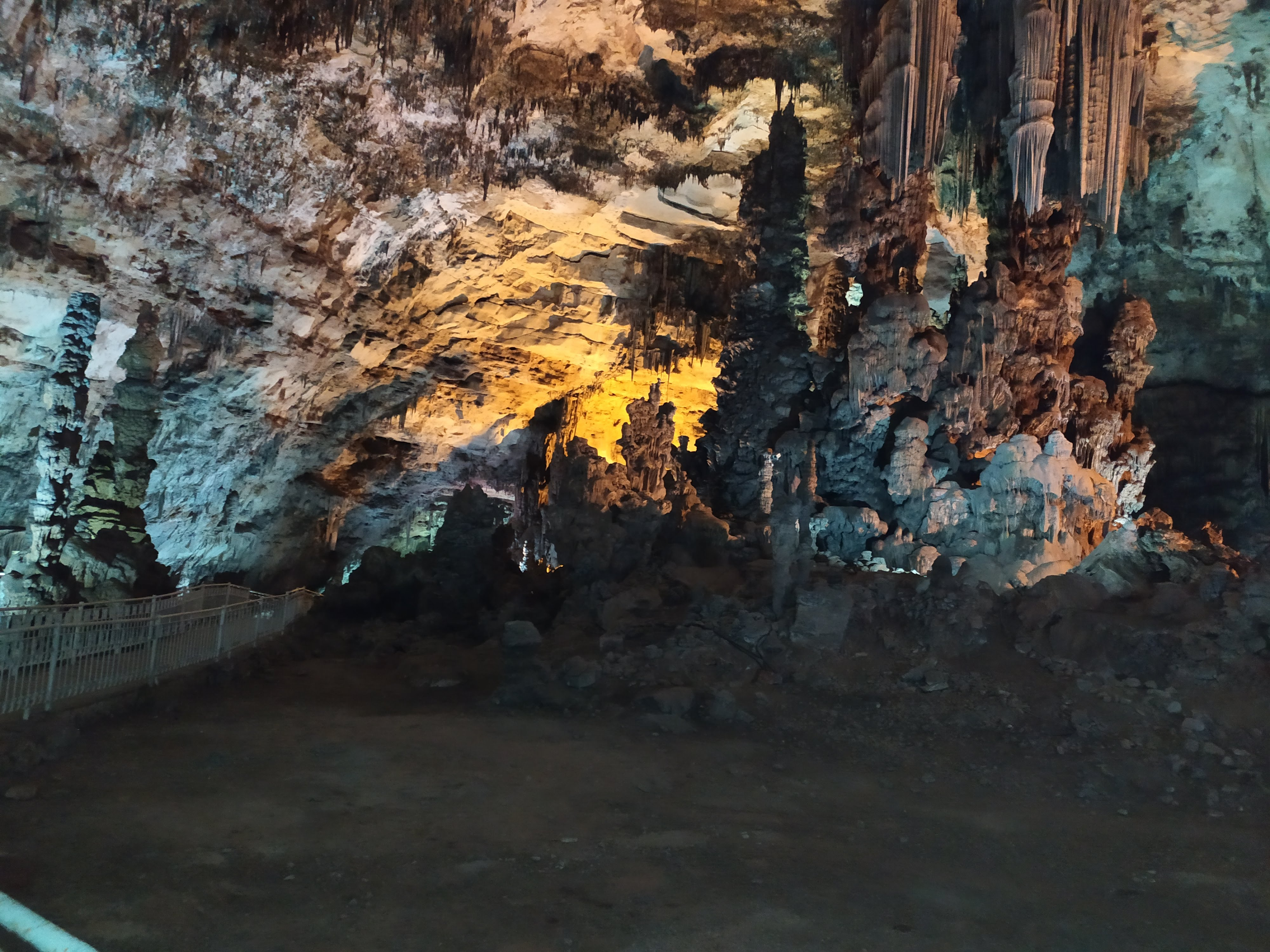
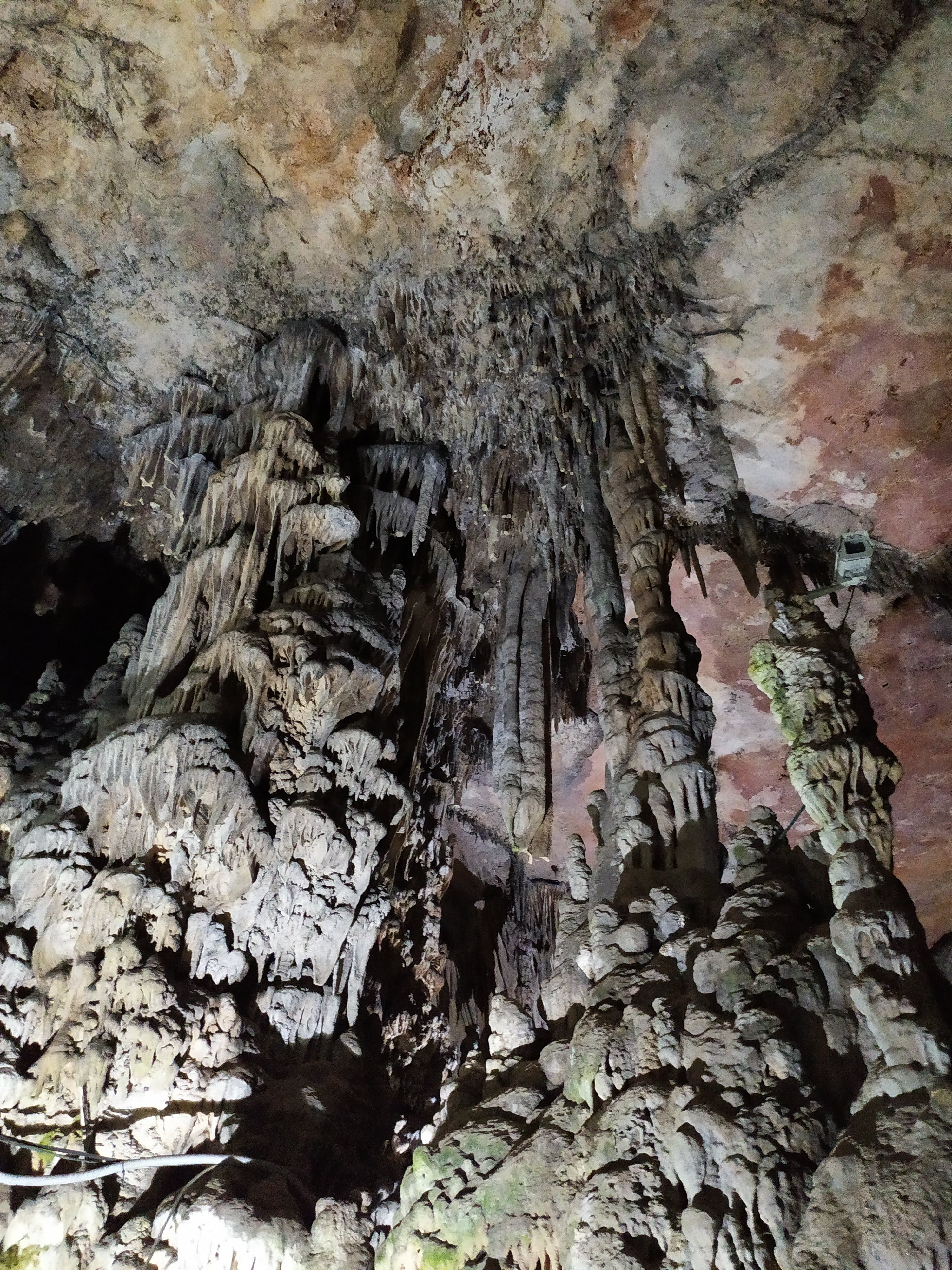
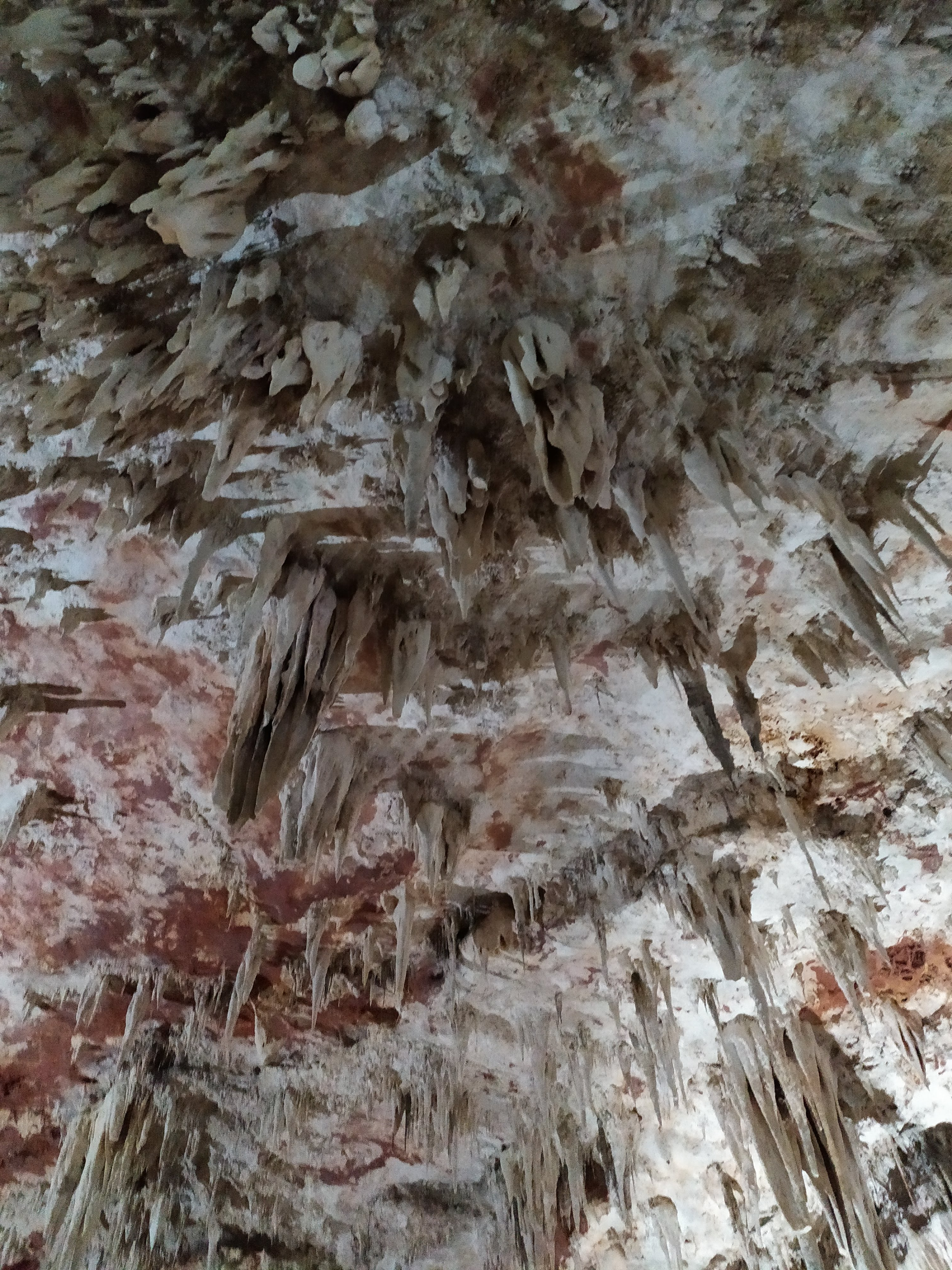
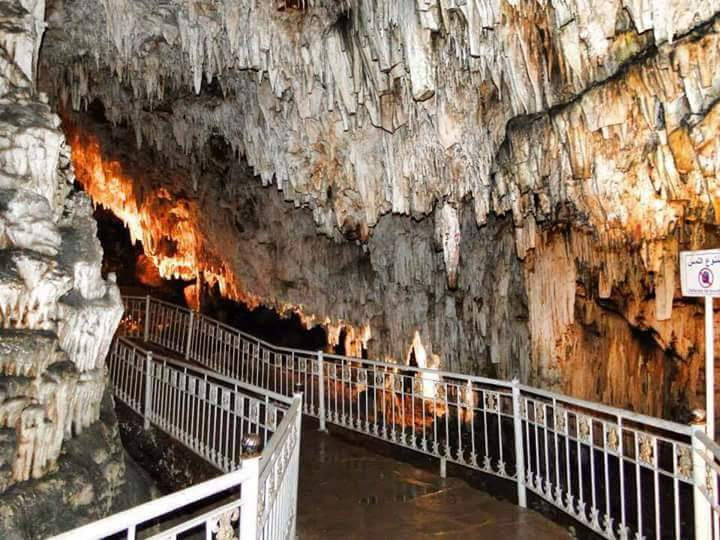
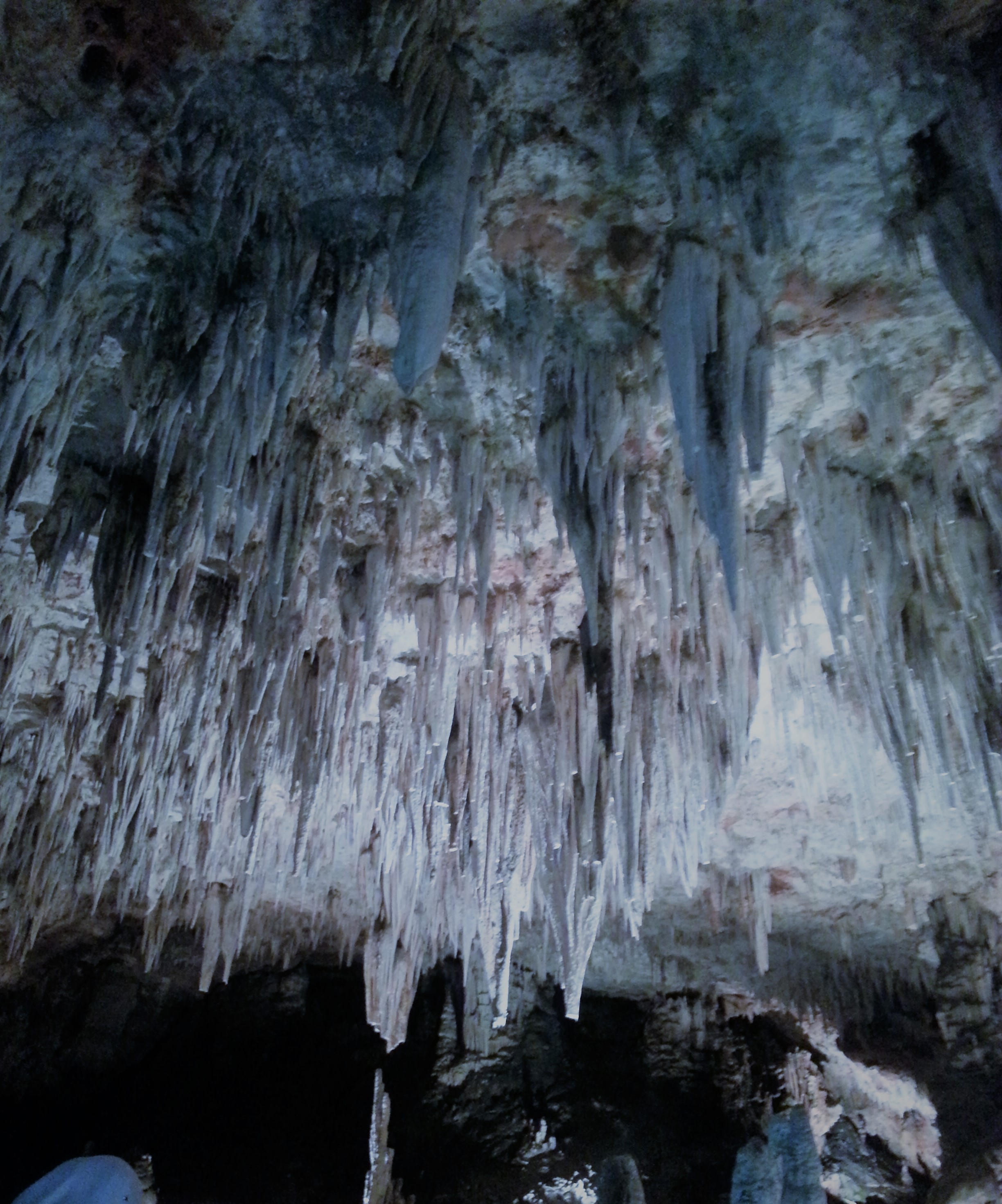
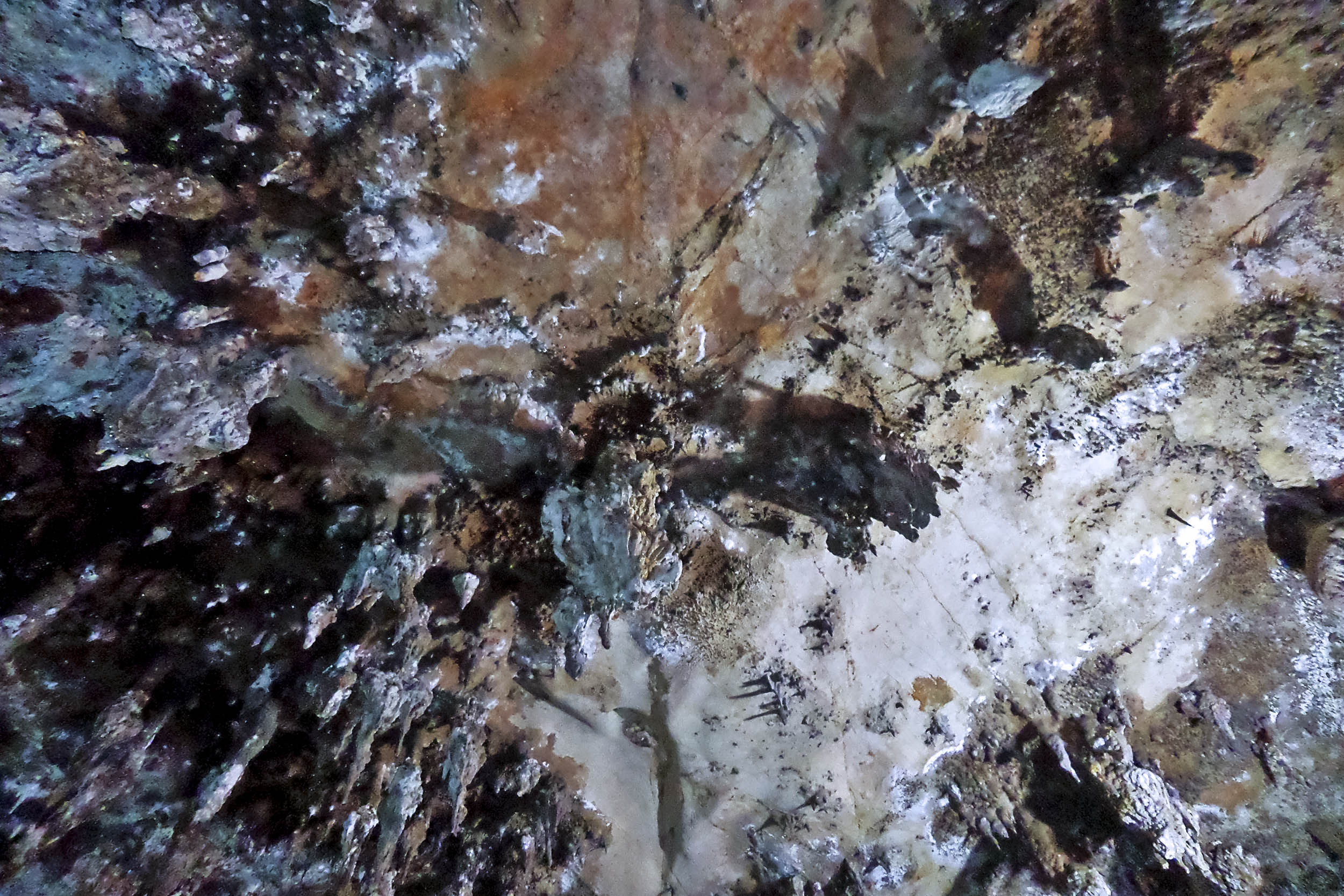
السقف